# Robert Seamans
Robert Channing Seamans Jr. est un administrateur adjoint de la NASA, ingénieur en aéronautique et professeur américain au Massachusetts Institute of Technology (MIT), né le 30 octobre 1918 à Salem et mort le 28 juin 2008 à Beverly. 